# The Informer (pel·lícula de 1912)

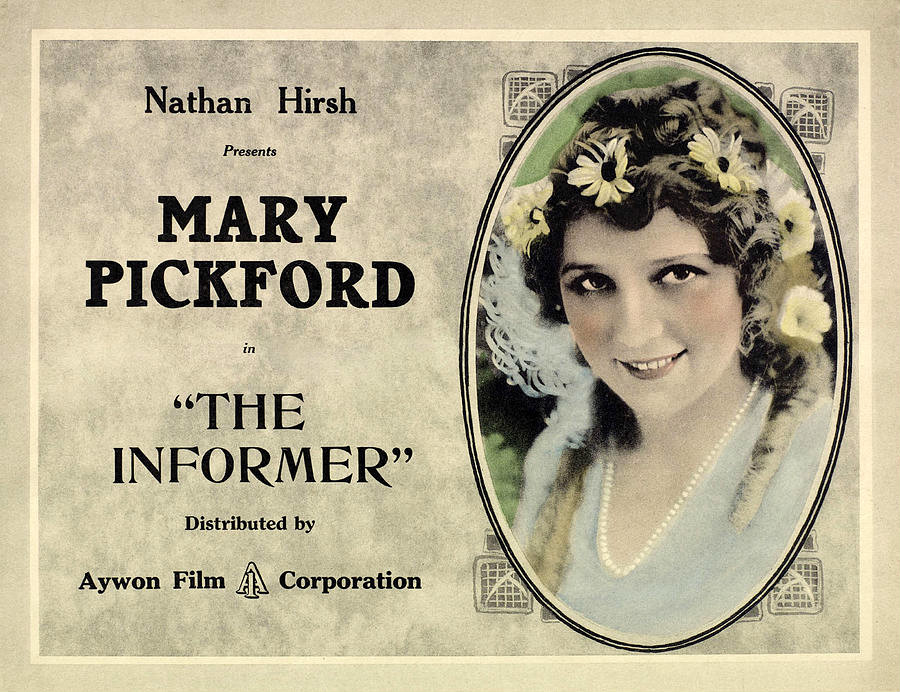
Fulletó de propaganda de la pel·lícula

The Informer és una pel·lícula muda de la Biograph dirigida per D. W. Griffith i protagonitzada per Walter Miller, Henry B. Walthall i Mary Pickford. Es va estrenar el 21 de novembre de 1912. El 1999 l'UCLA Film and Television Archive va localitzar una còpia de nitrat incompleta de la pel·lícula i la va donar l’any 2000 a la Biblioteca del Congrés dels Estats Units.

## Argument
Un jove enamorat marxa de casa a l'inici de la Guerra Civil dels Estats Units per unir-se a l'exèrcit confederat i demana al seu germà que cuidi de la seva estimada. El germà però no és fidel a la seva confiança i fa creure a la noia que el seu germà ha mort. Atrapat a la vora de casa seva entre les línies de l'enemic, el germà apareix davant d'ells en el moment crucial.
Per venjar-se, el mal germà el delata als de la Unió. Es produeix una batalla i durant l'atac la noia defensa sola el seu amant ferit i la seva família en una cabana. El mal germà mor per una bala perduda.

## Repartiment
- Walter Miller (Capità confederat)

- Mary Pickford (xicota del capità)

- Henry B. Walthall (el mal germà)

- Kate Bruce (la mare)

- Harry Carey (caporal de la Unió)

- Lionel Barrymore (soldat de la Unió)

- Elmer Booth (soldat de la Unió)

- Clara T. Bracy (criada afroamericana)

- Edward Dillon (soldat confederat)

- John T. Dillon (soldat de la Unió)

- Joseph Graybill (soldat de la Unió)

- W. C. Robinson (soldat de la Unió)

- Alfred Paget (general confederat)

- Jack Pickford (noi afroamericà)

- Christy Cabanne

- Dorothy Gish

- Lillian Gish

- Robert Harron

- W. Chrystie Miller

- Gertrude Norman

## Rellevància en l’obra de Griffith
Es tracta del darrer dels dotze curtmetratges que Griffith dedicà la Guerra Civil Nord-americana entre 1908 i 1912 abans de rodar El naixement d’una nació (1915). Aquesta pel·lícula és un exemple de com Griffith va ser un dels primers directors en entendre el dramatisme de l'espai, el seu valor simbòlic o al·legòric deixant entreveure la seva implicació emocional en la representació dels ambients del Sud, cargant-los de nostàlgia i ironia i, abans que Ford, revestint la planura de l’Oest d’un sentit quasi religiós. Es tracta del debut de Walter Miller al cinema.